# Marralammstjärnarna
Marralammstjärnarna är en sjö i Filipstads kommun, som ingår i Göta älvs huvudavrinningsområde.